# ثقافة آشورية/سريانية/كلدانية

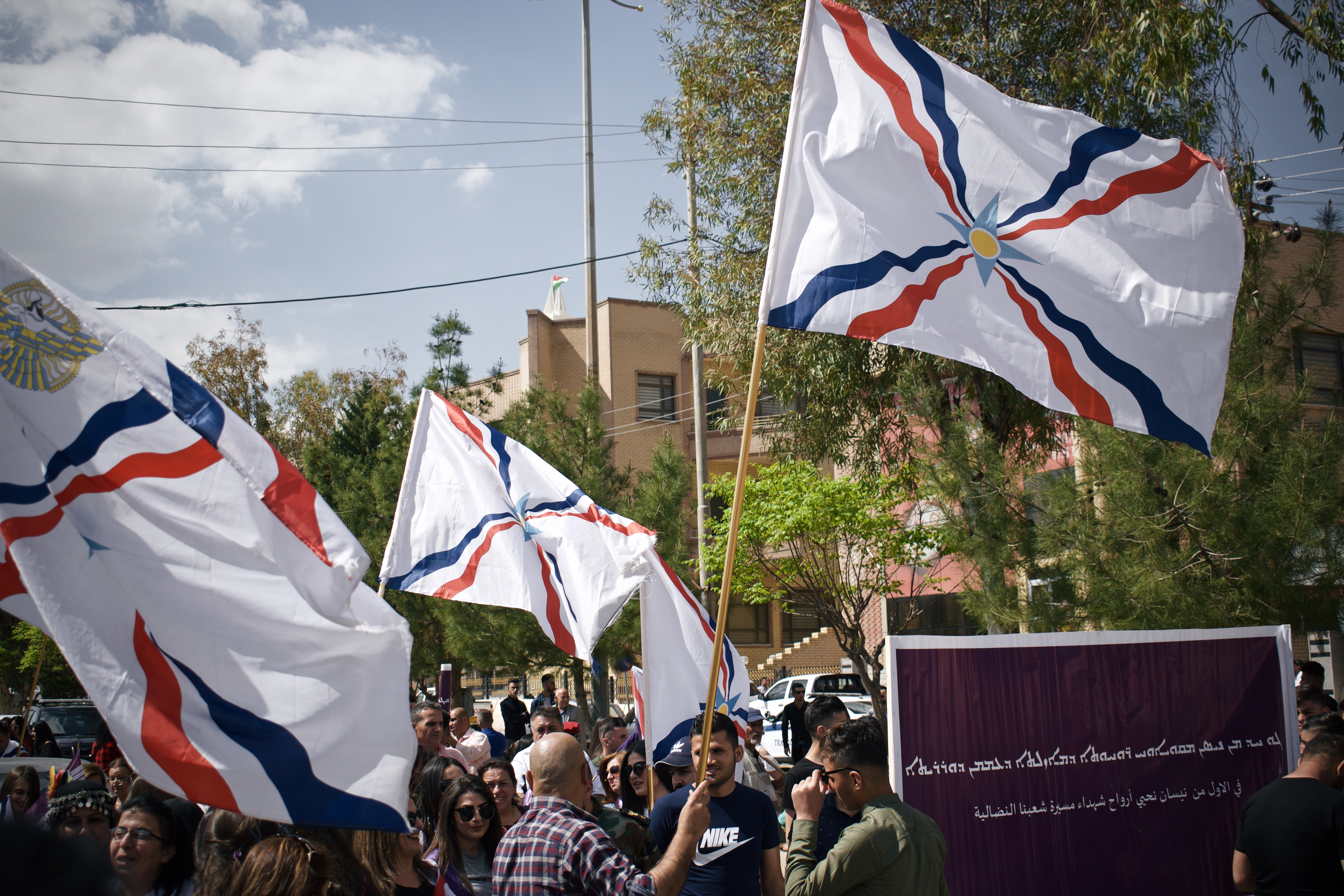
احتفالات رأس السنة الآشورية البابلية.

تعتبر الثقافة الآشورية السريانية الكلدانية قريبة إلى حد ما من ثقافات شعوب الشرق الأوسط الأخرى وخاصة أن كون الأغلبية الساحقة تتبع المسيحية جعلها تتميز بعدة صفات قد لا تتواجد بغيرها. وتتأثر الثقافة الآشورية إلى حد كبير بالمسيحية، فتعد الاحتفالات المسيحية الكبرى كعيد الميلاد (بالسريانية: ܥܐܕܐ ܕܒܝܬ ܝܠܕܐ، نقحرة: عيذا دبيث يلدا) وعيد القيامة (بالسريانية: ܥܐܕܐ ܕܩܝܡܬܐ، نقحرة: عيذا دقيَمتا) من أهم الأعياد الدينية كما يعتبر عيد الصعود (بالسريانية: ܥܐܕܐ ܕܣܠܩܐ، نقحرة: عيذا دسولاقا) وعيد الصليب (بالسريانيَّة: ܥܐܕܐ ܕܨܠܝܒܐ، نقحرة: عيذا دصليبا). كما للمؤمنين منهم صومين هامين وهما الصوم الكبير (صوما دأربعين ܨܘܡܐ ܕܐܪܒܥܝܢ) وصوم نينوى أو صوم الباعوث (صوما دباعوثا ܨܘܡܐ ܕܒܥܘܬܐ).
ومن أهم الأعياد غير الدينية خا بنيسان الذي يحتفل به برأس ألسنة الآشورية البابلية في الأول من نيسان. كما يتم تذكار مذابح سيفو في 24 نيسان ومجزرة سميل في 7 آب من كل عام.

## العلوم والطب

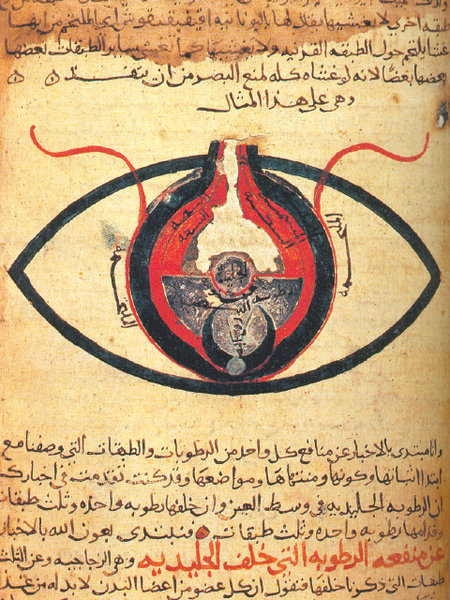
تشريح العين لحنين بن إسحق من كتابه المسائل في العين.

كان للمسيحيين السريان والنساطرة دور مهم في الترجمة والعلوم، بخاصة أيام الدولة العباسية، وأدت الترجمة مهمة رئيسة في ازدهار الحضارة العربية الإسلامية، وقد أتقن العرب، والمسيحيون منهم خاصةً، الترجمة واستوعبوا محتويات الكتب المترجمة، بعدما عربوها وأعادوا صياغتها وطوروا مضمونها وأجروا عمليات نقد عليها وأعادوا إنتاج الثقافات السابقة لهم ووضعوها بين يدي العالم فيما بعد. لقد ترجم المسيحيون من اليونانية والسريانية والفارسية، واشتهر من المترجمين شمعون الراهب وجورجيوس أسقف حوران وجوارجيوس وجبريل بن بختيشوع الذين اشتهروا في الطب خاصةً، وبقيت أسرتهم آل بختيشوع مسؤولة عن الطب في الدولة العباسية طوال ثلاثة قرون وخرج منها أطباء الخلفاء العباسيين، وعَيَّن المأمون يوحنا بن ماسويه الذي ترجم وألف خمسين كتابًا رئيسًا لبيت الحكمة وكان أبوه أيضًا طبيبًا. كما كان حنين بن إسحق رئيسًا لبيت الحكمة ومترجمًا لـ 95 كتابًا، وقد خلفه في بيت الحكمة ابن أخته حبيش بن الأعسم. كما أقام المأمون يوحنا بن البطريق أمينًا على ترجمة الكتب الفلسفيَّة من اليونانيَّة والسريانيَّة إلى العربيَّة، وله أيضًا عدد من المصنفات، وقسطا بن لوقا، وتولّى كتب أرسطو وأبقراط ومنهم أيضًا إسحق الدمشقي ويحيى بن يونس والحجاج بن مطر وعيسى بن يحيى ويحيى بن عدي وعبد المسيح الكندي، وقد ترجموا وألفوا في الفلسفة والنواميس والتوحيد والطبيعيات والإلهيات والأخلاق والطب والرياضيات والنجوم والموسيقى وغيرها. يشير عدد من الباحثين بنوع خاص إلى تطور الفيزياء في اللغة السريانية. وكان لترجمتهم كتب الفلسفة إلى العربية أثر كبير في ظهور فرق المعتزلة التي تجعل من العقل الحكم الوحيد في تفسير أحكام الشريعة الإسلامية.
وقد وصف الجاحظ وضع المسيحيين خلال العصر العباسي:«إن النصارى  متكلمين وأطباء ومنجمين وعندهم عقلاء وفلاسفة وحكماء... وان منهم كتّاب السلاطين وفرّاشي الملوك وأطباء الأشراف والعطّارين والصيارفة... وأنهم أتخذوا البراذين والخيل واتخذوا الشاكرية والخدم والمستخدمين وامتنع كثير من كبرائهم من عطاء الجزية».

## اللغة

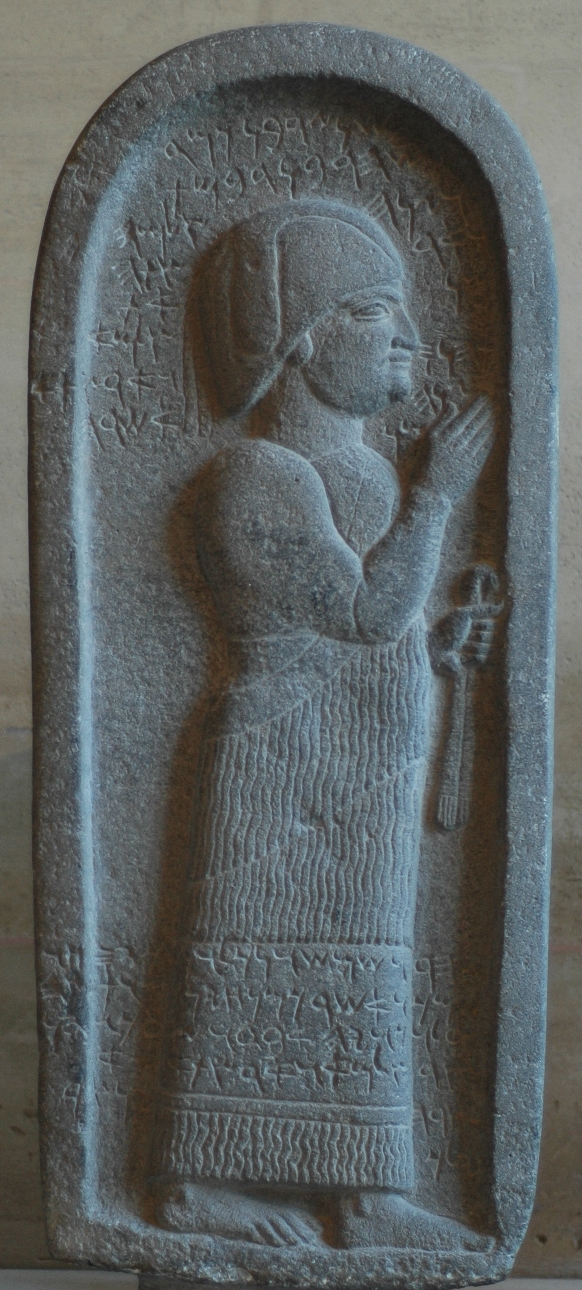
مسلة تحوي نقوشا آرامية تعود إلى القرن السابع قبل الميلاد.

كانت الأكادية، التي تنتمي لعائلة اللغات السامية الشرقية هي اللغة الأم للآشوريين القدماء. وقد انتشرت هذه اللغة منذ الألف الثالث قبل الميلاد في وسط وشمال بلاد ما بين النهرين وكذلك في منطقة الجزيرة السورية. غير أن ظهور الآرامية، وهي لغة سامية شمالية شرقية، بالألف الأول جعلها تصبح اللغة الرسمية للإمبراطورية الآشورية وذلك لبساطتها وسهولة كتابتها مقارنة بالكتابة المسمارية التي استعملت في كتابة الأكادية. واستمر نمو هذه اللغة خلال عهد الإمبراطورية الأخمينية فأضحت هي اللغة الرسمية لها. وبحلول المسيحية كان للآرامية انتشار واسعة فحلت محل معظم اللغات التي انتشرت في منطقة شرق البحر الأبيض المتوسط كالفينيقية والعبرية وأصبحت لغة عدة ممالك نشأت في تلك المنطقة مثل حدياب والحضر والرها وتدمر والأنباط بالإضافة إلى انتشارها في معظم مدن سوريا والعراق.

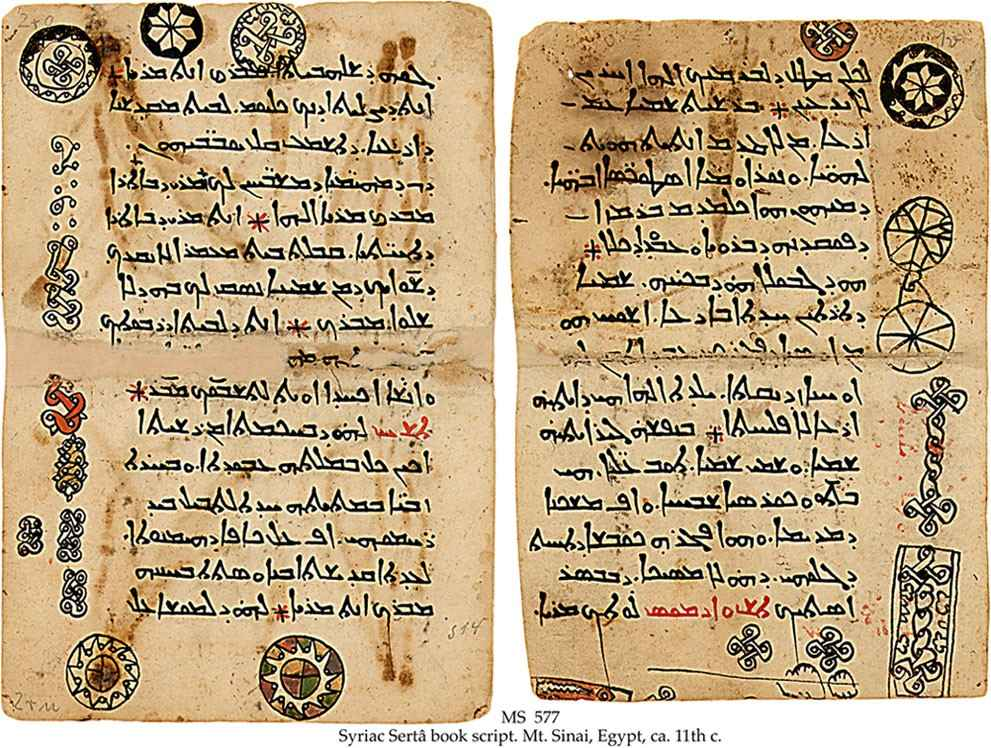
كتابة سريانية بخط السرطو تعد إلى القرن الحادي عشر.

بحلول القرن الأول قبل الميلاد بدأت آرامية مدينة الرها تطغى على غيرها من اللهجات الآرامية، وأصبحت هذه اللغة تسمى بالسريانية نسبة إلى منطقة نشوئها بسوريا. وقد تكرست هذه الهيمنة بظهور الرها كمركز مسيحي هام وانتشار المدارس اللاهوتية في الرها ونصيبين. وتعتبر الفترة ما بين القرن الرابع والسادس الميلادي العصر الذهبي للغة السريانية فيها ظهرت العديد من الكتابات الفلسفية واللاهوتية، وذلك بالرغم من محاولات الإمبراطورية البيزنطية فرض اللغة والثقافة اليونانية.
بدأت اللغة السريانية بالتراجع بمجيء اللغة العربية فأصبحت معظم مناطق العراق وسوريا تتحدث العربية كلغة يومية بحلول القرن العاشر الميلادي. كما ساهمت الغزوات المغولية ومجازر تيمورلنك في تراجع هذه اللغة. فآلت اللغة العربية هي اللغة الرئيسية لدى سريان المدن خلال فترة حكم الدولة العثمانية. وبالرغم من ظهور انتعاش بأواخر القرن التاسع عشر إلا أن مذابح سيفو خلال الحرب العالمية الأولى جعلت معظم سريان جنوب شرق الأناضول ينزحون إلى العراق وسوريا حيث أدت سياسة هذه الدول لاحقا إلى فرض اللغة العربية ومنع تداول السريانية في المؤسسات التعليمية.
أدى سقوط نظام صدام حسين بعد غزو العراق إلى انتشار مدارس التعليم السرياني في عدة مناطق بشمال العراق وخاصة بمنطقة سهل نينوى ومدينة دهوك وبعض القرى المسيحية في إقليم كردستان العراق. كما يتم تعليم السريانية بلهجتيها في بعض المدارس الحكومية بالسويد.

## الأدب
تعود أقدم النصوص الأدبية الأكدية التي انتشرت في الدول المدنية الآشورية بشمال ما بين النهرين إلى الألف الثاني قبل الميلاد وكانت أغلبها نصوص حكمية وفلسفية، ومن أهم هذه الأعمال «أراد ميتنغرني» (حوار في التشائم) و-«لدلل بيل نمقي» (سأبجل رب الحكمة)، والتي تميزت بأسلوب شعري حواري بين شخصيتين رئيسيتين.
بينما يعتبر الوزير الآشوري أحيقار أول من ألف كتب الحكمة باللغة الآرامية. ويعد كتاب حكم أحيقار (حوالي 500 ق.م.) أهم ما يعزى إليه، ويحتوي هذا الكتاب على مجموعة من الأقوال والحكم بعضها ذو أصل فارسي وبابلي.

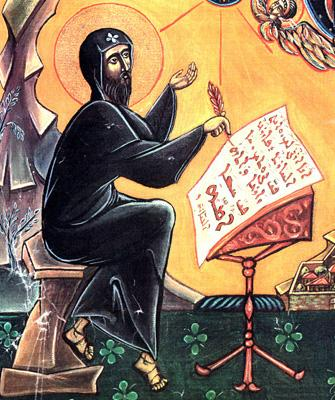
مار أفرام السرياني الملقب بقيثارة الروح.

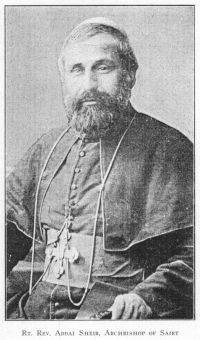
أدي شير عام 1902

قام نبي الديانة المانوية ماني بتأليف الجزء الأعظم من كتبه باللغة السريانية. غير أن الجزء الأعظم من الأدب الآرامي/السرياني ظهر بعد انتشار المسيحية في القرن الثاني. ويعتبر برديصان (154-222) من أوائل الشعراء والفلاسفة السريان، فألف العديد من الكتب والمواعظ والمحاججات في الدفاع عن المسيحية وتفنيد بعض العقائد الغنوصية. كما يعد أفرام السرياني من أهم الأدباء المسيحيين على العموم في القرون المسيحية الأولى، حيث كتب العديد من الأشعار المسماة بال-«مِمرِ» (ܡܐܡܪܐ) وهي مستلهمة من أمور يومية وذلك لتقريبها من أذهان العامة. كما كتب العديد من التفاسير الإنجيلية التي استعملت لاحقا من قبل معظم المذاهب المسيحية. وشهد العصر الذهبي للأدب السرياني في القرنين الرابع والخامس نشوء عدة مدارس سريانية اهتمت بالاهوت والفلسفة والعلوم الطبيعية كما في الرها ونصيبين وجنديسابور. وظهرت عدة أسماء في مجال الأدب السرياني في هذه الفترة مثل نرساي ويعقوب السروجي ويعقوب الرهاوي.
كما شهدت فترة سيطرة الخلافة العربية الإسلامية ظهور أسماء هامة أخرى مثل ميخائيل الكبير (1126-1199) الذي ألف موسوعة بالسريانية تعتبر من الأهم من نوعها في العصور الوسطى، وكذلك ابن العبري الذي ألف العديد من الكتب في اللاهوت والطبيعيات لعل أهمها «زبدة العلم» (ܚܐܘܬܐ ܕܚܟܡܬܐ حوثو دحکمثو) الذي يتناول جميع العلوم المعروفة وكذلك كتاب «تاريخ مختصر الدول» بالعربية والسريانية، وهو حوليات في تاريخ الحضارات القديمة.
غير أن الكتابات بالسريانية اختفت بسقوط الدولة العباسية ولم تظهر أعمال هامة بالسريانية حتى القرن التاسع عشر عندما انتشرت عدة جرائد بالسريانية ومنها «شعاع النور» (ܙܗܪܝܪܐ ܕܒܗܪܐ زهريرا دبهرا) سنة 1849 ومن ثم تلتها «صوت الحق» (ܩܐܠܐ ܕܫܪܐܪܐ قالا دشرارا) و«الكوكب» (ܟܘܟܒܐ كخڤا) في أورميا،
كما انتشرت الجرائد السريانية بشكل أقل خلال القرن التاسع عشر في داخل الدولة العثمانية وذلك بسبب التضييق عليها، ومن أهمها «نجمة المشرق» (ܟܘܟܒ ܡܕܢܚܐ كوكب مدنحو) في آمد. كما ظهرت في نفس الفترة عدة شخصيات، خاصة من أبناء الكنيسة الكلدانية ممن قاموا بكتابة معاجم وتفاسير باللغة السريانية مثل توما أودو وأداي شير وأوجين منا وألفونس منغنا.
في الثقافة العراقية الشعبية ظهرت العديد من الشخصيات المسيحية الفلكلورية الأسطورية في مجموعة متنوعة من القصص الشعبية والأشعار منها على سبيل ألف ليلة وليلة التي تحتوي على شخصيات أدبية مسيحية خيالية مشهورة منها السمسار القبطي والخطاط السرياني وحكاية الأميرة شيرين ورهبان عمورية وتتكرر شخصية الطبيب والتاجر المسيحي بكثرة وتضمنت الشخصيات المسيحية الخيالية مسيحيين من بغداد وسائر العالم الإسلامي ومن روم الإمبراطورية البيزنطية.

## الموسيقى
تعود أصول الموسيقى السريانية الآشورية إلى تلك المنتشرة في بلاد ما بين النهرين قديما. وقد استخدمت فيها عدة أدوات موسيقية أهمها القيثار والكنار والعود، واستعملت غالبا في المناسبات الاجتماعية والدينية. وترقى أول محاولة لتوثيق هذه الموسيقى إلى برديصان بأواخر القرن الثاني الميلادي، حيث قام بتأليف كتاب موسيقي يحتوي على 150 قطعة موسيقية عرفت ب«مدراشي» (ܡܕܖܫܐ) بحسب المزامير المئة والخمسون. وقد قام أبنائه من بعده بتطويرها وتوسيعها. كما عمل أفرام السرياني على تهذيبها وتنظيمها فجعل كل صوت موسيقي (ܩܠܐ قالا) يبدا بردة (ܥܘܢܝܬܐ عونيثا) مختلفة وموزونة منشدة بطريقة مختلفة. ويعتقد أن هذه الموسيقى كانت ترنم من قبل كور نسائي، وغالبا ما كانت كلمات هذه الأغاني تحث المسامع على رفض الهرطقات المنتشرة، كما تطورت لاحقا فأصبحت تبجل المسيح أو مريم العذراء أو تحتوي على مقاطع من المزامير أو مراثي أرميا.
تم تجميع معظم هذه الألحان في كتاب طقسي يعرف ب-«بيث كازو» (ܒܝܬ ܓܙܐ) غير أن العديد منها فقد أو أتلف أثناء مجازر سيفو ويحتوي الكتاب المختصر المستعمل من قبل الكنيسة السريانية الأرثوذكسية على ثمان منها تتطابق مع ثمان مقامات. ويعتقد أن الموشحات مشتقة أصلا من بعض هذه الألحان.
كما يوجد نوع آخر من الموسيقى غير الدينية المستعملة خلال المناسبات الاجتماعية وتمتاز بالسرعة وغالبا ما ترافقها مجموعة راقصة. وتعرف هذه الرقصات الجماعية ب-«خكا» وهي قريبة من الدبكة المنتشرة في بعض الدول العربية. وتختلف هذه الأغاني وأساليب الرقص غير أن أهمها «باگيِ» (ܒܐܓܝܐ) و«شيخاني» (ܫܝܟܐܢܝ) و«سسكاني» (ܣܣܟܐܢܝ). ومن المغنين المشهورين حديثا ليندا جورج وجان كارات وجوليانا جندو وآشور بيث سركيس.

## المطبخ
يتألف المطبخ الآشوري/السرياني/الكلداني من مجموعة واسعة من الأطعمة التي يعدها الآشوريون/السريان/الكلدان في تركيا وإيران والعراق وسوريا أو في أي مكان في العالم في المهجر. يشبه هذا المطبخ المأكولات الشرق أوسطية الأخرى مثل المطبخ التركي والمطبخ الشامي والعراقي.
المطبخ الآشوري/السرياني/الكلداني غني في الحبوب واللحوم والطماطم، والبطاطس. عادًة ما يتم تقديم الأرز مع كل وجبة مصحوبة بالحساء الذي يسفك عادة فوق الأرز. وعادة ما يتم شرب الشاي في جميع الأوقات من اليوم مصاحبًا مع وجبات الطعام، أو كمشروب الاجتماعي. تتشابه نمط الأطعمة والمأكولات في المطبخ الآشوري مع تلك التي تنتشر في المحيط في الشرق الأوسط، ومنها الشاورما والشيش برك وتعتبر الكبة، والورق دوالي، والكباب من أشهر مأكولات المطبخ الآشوري/السرياني/الكلداني والتي تعتمد على اللحم بشكل أساسي، هناك المحاشي بأنواعها المختلفة أيضًا تعتمد على اللحم. أما الأطعمة التي لا تعتمد على اللحوم جزئيًا أو كليًا والتي تؤكل بشكل خاص في أيام الصوم الكبير، فهي بدورها تقدم عادة ضمن الفطور، يمكن أن يذكر من ضمنها الفتة والفلافل والفول والحمص والبوريك، ولعلّ الفتوش والتبولة. أما الحلويات، فهي تقسم بين ما هو معروف باسم الحلو العربي كالكنافة، والقطايف، والعصيدة، والزلابية وراحة حلقوم.
على خلاف المجتمعات الإسلامية واليهودية في الشرق الأوسط يتضمن مأكولات المطبخ الآشوري/السرياني/الكلداني لحم الخنزير إذ لا توجد لدى أغلبية الطوائف المسيحية موانع بأكله.

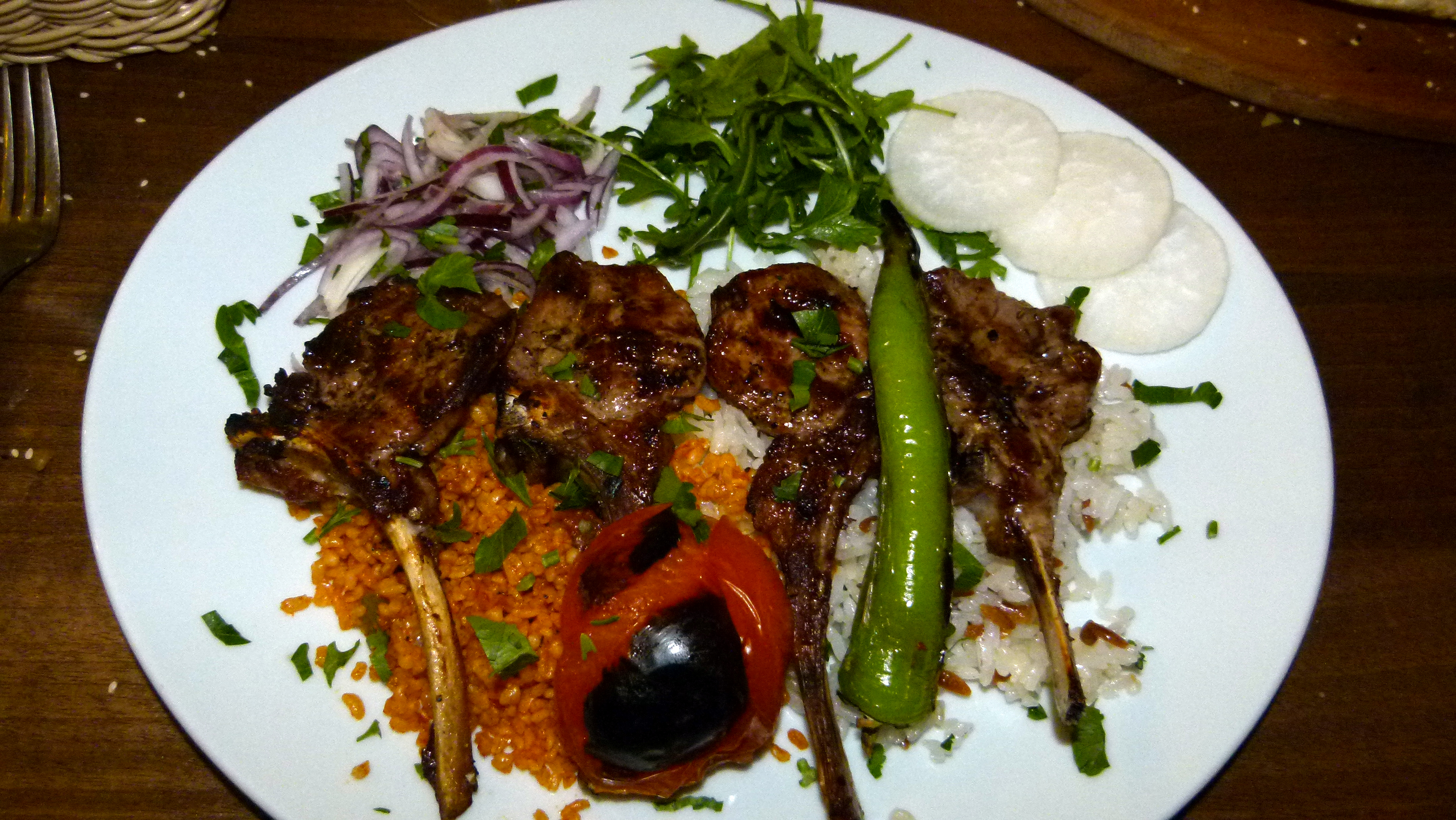
طبق تقليدي من المطبخ المسيحي الكلداني.
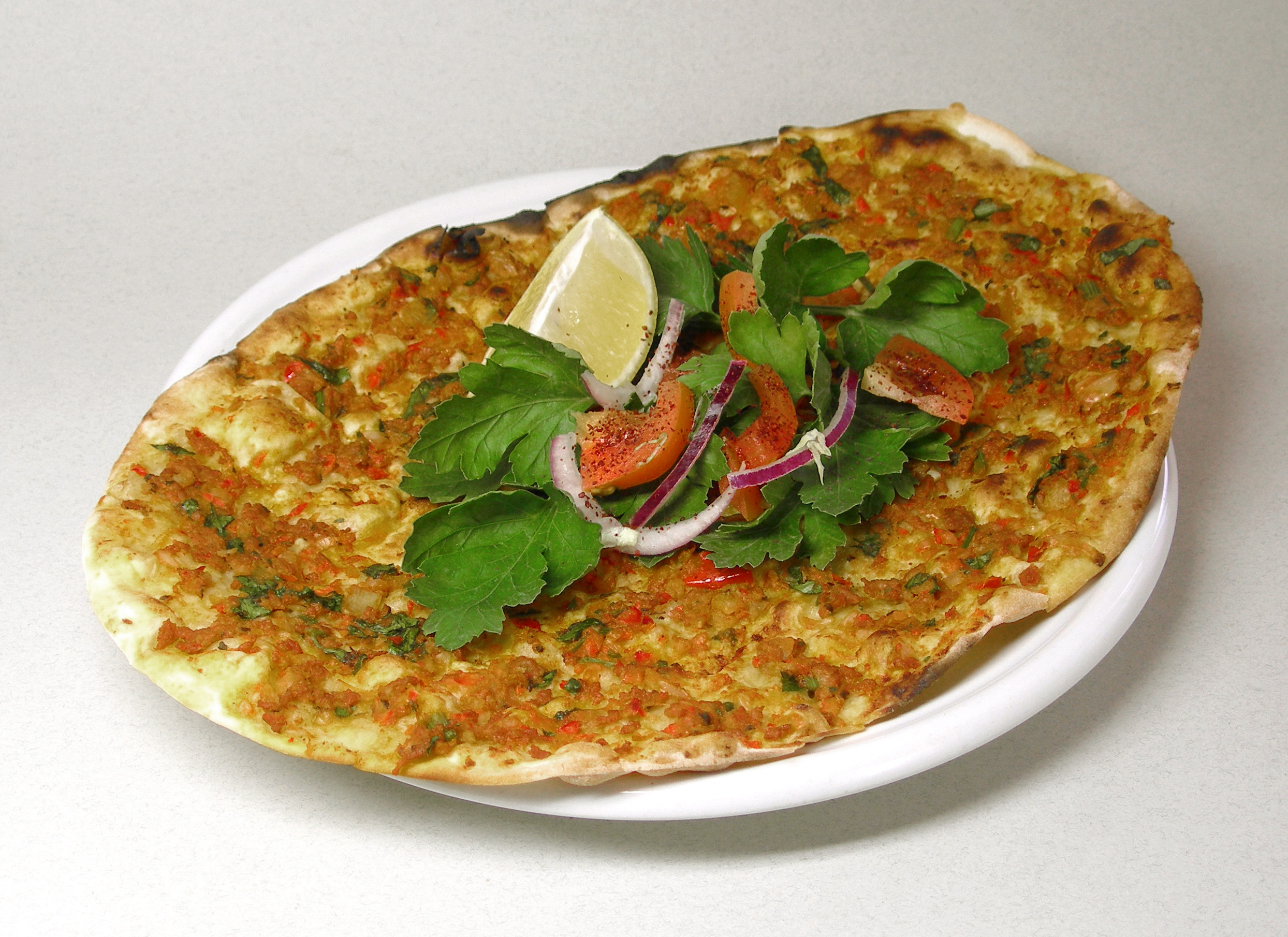
لحم بعجين من مأكولات المطبخ الآشوري.
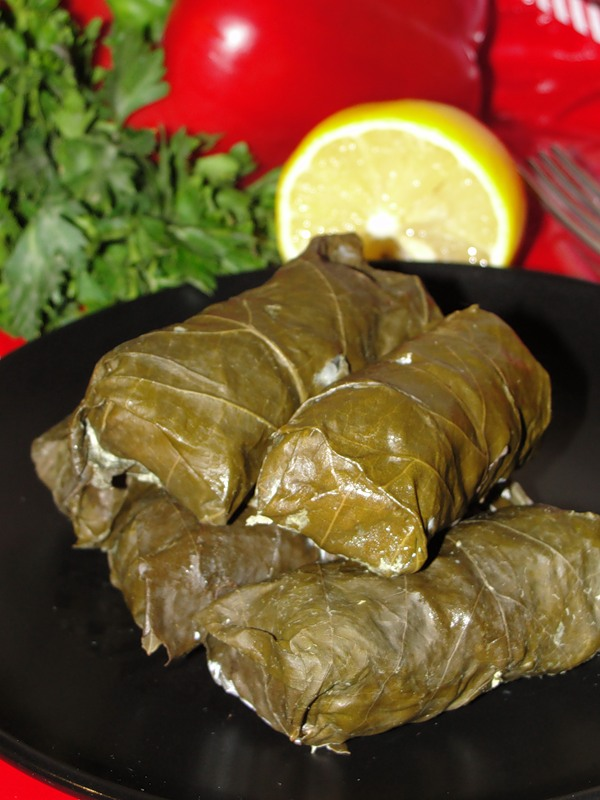
ورق العنب، وهي من المأكولات المشهورة في المطبخ الآشوري.
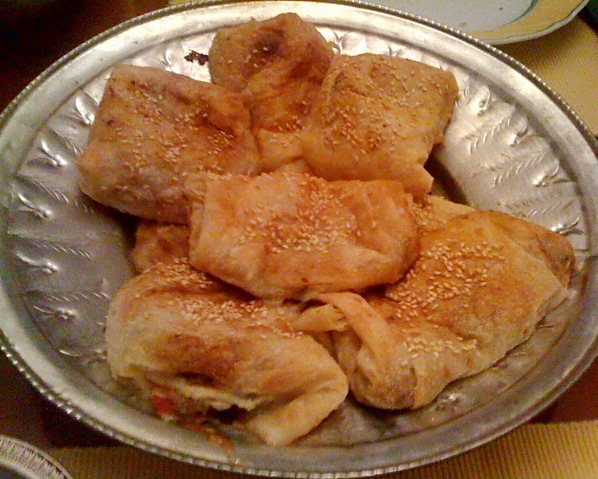
البوريك؛ من المعجنات المخبوزة أو المقلية في المطبخ الآشوري.
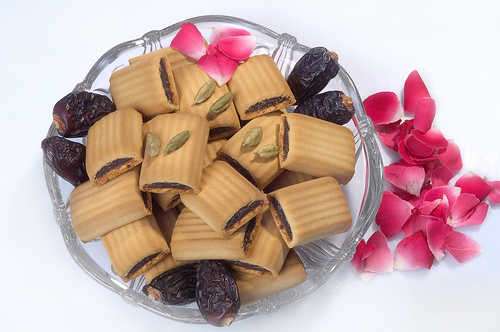
كليجا؛ من حلويات المطبخ الآشوري.

## الفلكلور

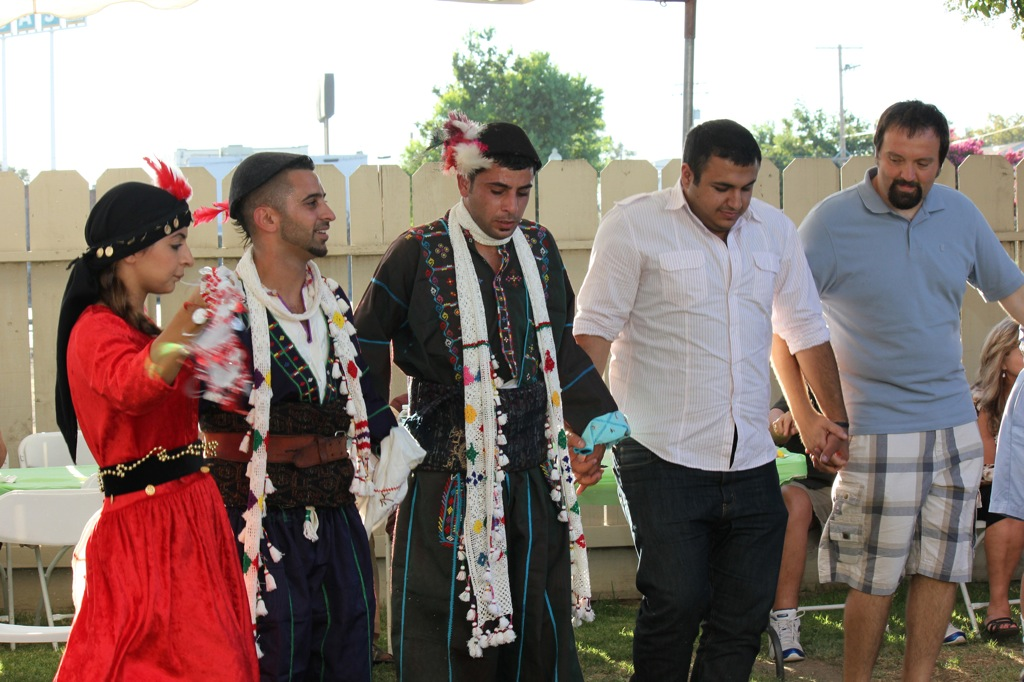
دبكة سريانية تقليديَّة.

الرقص الشعبي السرياني الآشورية هي نوع من أنواع الرقص الشعبي الحلقي الجماعي المشابه للدبكة المنتشرة في سوريا ولبنان والعراق. ينتشر الرقص السرياني أو الآشوري بشكل خاص في المهرجانات الخاصة بهم مثل خا بنيسان، وأعياد الميلاد، ومراسيم الزواج.
يستخدم في أغاني الدبكة عدّة آلات مثل الزرنة والطبل والعود المستعمل ضمن الغناء أو الرقص. وهناك عدة أنواع الرقص السرياني، يعتمد على المراسم المؤداة فيه أو الأغنية التي تقوم الرقصة عليها.
ومن أشهرها:
- خكا وهي من أبسط الرقصات وتشمل عدة أنواع مثل الخكا الثقيلة (ܚܓܐ ܝܩܘܪܐ خگّا يَقورا)
- شيخاني
- تولاما
- بازنايي
- گوباري
- پيدا